# Tour de Corea
El Tour de Corea (oficialmente: Tour de Korea) es una carrera ciclista profesional por etapas que se disputa en Corea del Sur.
Se disputa ininterrumpidamente desde el 2000. Su primera edición fue de categoría 2.4 y las siguientes hasta el 2004 de categoría 2.5 (última categoría del profesionalismo). Desde la creación de los Circuitos Continentales UCI en 2005 forma parte del UCI Asia Tour, dentro de la categoría 2.2 (igualmente última categoría del profesionalismo). En 2008 fue llamado oficialmente Tour de Korea-Japan debido a que las dos primeras etapas se disputaron en Japón llegando a Corea del Sur tras dos días de descanso. En 2014 subió a la categoría 2.1.

## Palmarés
| Año                 | Ganador           | Segundo            | Tercero                |
| ------------------- | ----------------- | ------------------ | ---------------------- |
| Tour de Corea       |                   |                    |                        |
| 2000                | Mikhail Teteriouk | Valery Titov       | Chun Dae-hong          |
| 2001                | Chun Dae-hong     | Tomoya Kanō        | Akira Kakinuma         |
| 2002                | Tang Xuezhong     | Sergei Tretjakow   | Abbas Saeidi Tanha     |
| 2003                | Glen Chadwick     | Michael Carter     | Brett Aitken           |
| 2004                | Cory Lange        | Shinri Suzuki      | Karl Menzies           |
| 2005                | David McCann      | Stuart Shaw        | Eddy Hollands          |
| 2006                | Tobias Erler      | Oh Se-yong         | Ruslan Karimov         |
| 2007                | Park Sung-Baek    | Shinichi Fukushima | Hannes Blank           |
| Tour de Corea-Japón |                   |                    |                        |
| 2008                | Serguéi Lagutín   | Erik Hoffmann      | Christoph Meschenmoser |
| Tour de Corea       |                   |                    |                        |
| 2009                | Roger Beuchat     | Jai Crawford       | Timothy Roe            |
| 2010                | Mike Friedman     | Jesse Anthony      | Taiji Nishitani        |
| 2011                | Ki Ho Choi        | Markus Eibegger    | William Dugan          |
| 2012                | Park Sung-Baek    | Alex Candelario    | Maximiliano Richeze    |
| 2013                | Michael Cuming    | Cheung King Lok    | Tino Zaballa           |
| 2014                | Hugh Carthy       | Choe Hyeong-min    | Jack Haig              |
| 2015                | Caleb Ewan        | Patrick Bevin      | Adam Blythe            |
| 2016                | Grega Bole        | Javier Mejías      | Gong Hyo-suk           |
| 2017                | Min Kyeong-ho     | Edwin Ávila        | Yevgeniy Gidich        |
| 2018                | Serghei Țvetcov   | Stepan Astafyev    | Matteo Busato          |
| 2019                | Filippo Zaccanti  | Ben Perry          | Raymond Kreder         |

## Palmarés por países
| País          | Victorias |
| ------------- | --------- |
| Corea del Sur | 4         |
| China         | 2         |
| Reino Unido   | 2         |
| Australia     | 2         |
| Canadá        | 1         |
| Irlanda       | 1         |
| Alemania      | 1         |
| Uzbekistán    | 1         |
| Suiza         | 1         |
| Australia     | 1         |
| Kazajistán    | 1         |
| Eslovenia     | 1         |
| Rumania       | 1         |
| Italia        | 1         |